# ماری فردیناند-هریس
ماری فردیناند-هریس (انگلیسی: Marie Ferdinand-Harris؛ زادهٔ ۱۳ اکتبر ۱۹۷۸) بازیکن بسکتبال اهل ایالات متحده آمریکا است.
از باشگاه‌هایی که در آن بازی کرده‌است می‌توان به فینکس مرکوری اشاره کرد.
وی در مسابقات کشوری و بین‌المللی در مجموع برندهٔ ۱ مدال طلا شده‌است.